# Терме-Вільяторе
Терме-Вільяторе (італ. Terme Vigliatore, сиц. Tèrmini Vigghiaturi) — муніципалітет в Італії, у регіоні Сицилія,  метрополійне місто Мессіна.
Терме-Вільяторе розташоване на відстані близько 480 км на південний схід від Рима, 160 км на схід від Палермо, 34 км на захід від Мессіни.
Населення — 7427 осіб (2014).
Щорічний фестиваль відбувається 15 вересня. Покровитель — Santa Maria delle Grazie.

## Демографія
Населення за роками:

Станом на 1 січня 2023 року в муніципалітеті офіційно проживало 536 іноземців з 29 країн, серед них 175 громадян країн Євросоюзу.

## Сусідні муніципалітети
- Барчеллона-Поццо-ді-Готто
- Кастрореале
- Фурнарі
- Маццарра-Сант'Андреа
- Роді-Мілічі